# Jesberg
Jesberg es un municipio alemán en el estado federado de Hesse, distrito de Schwalm-Eder. 

## Geografía
El municipio de Jesberg está localizado al pie del Wüstegarten (675 m), la cumbre más alta del Kellerwald.

## Divisiones
El municipio está compuesto por cinco pueblos. La lista completa es la siguiente:
1. Densberg, 469 hab.
2. Elnrode-Strang, 294 hab.
3. Hundshausen 273 hab.
4. Jesberg 1.382 hab.
5. Reptich 172 hab.

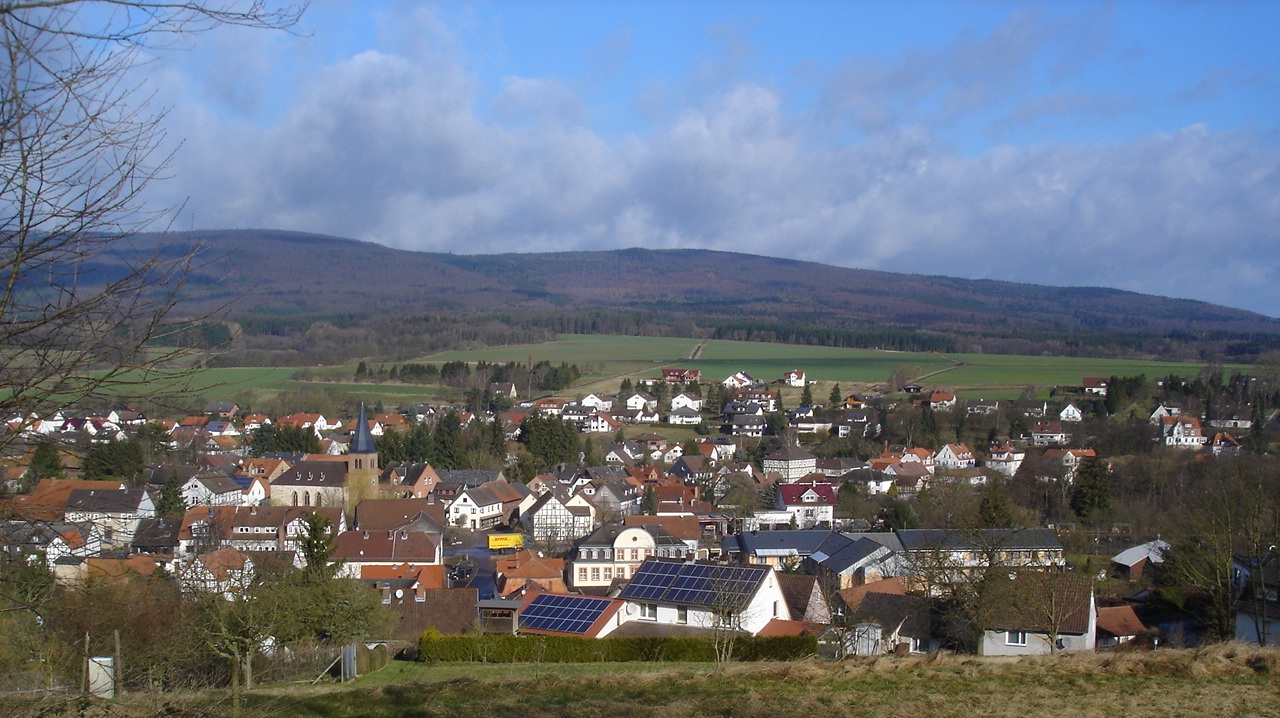
Jesberg
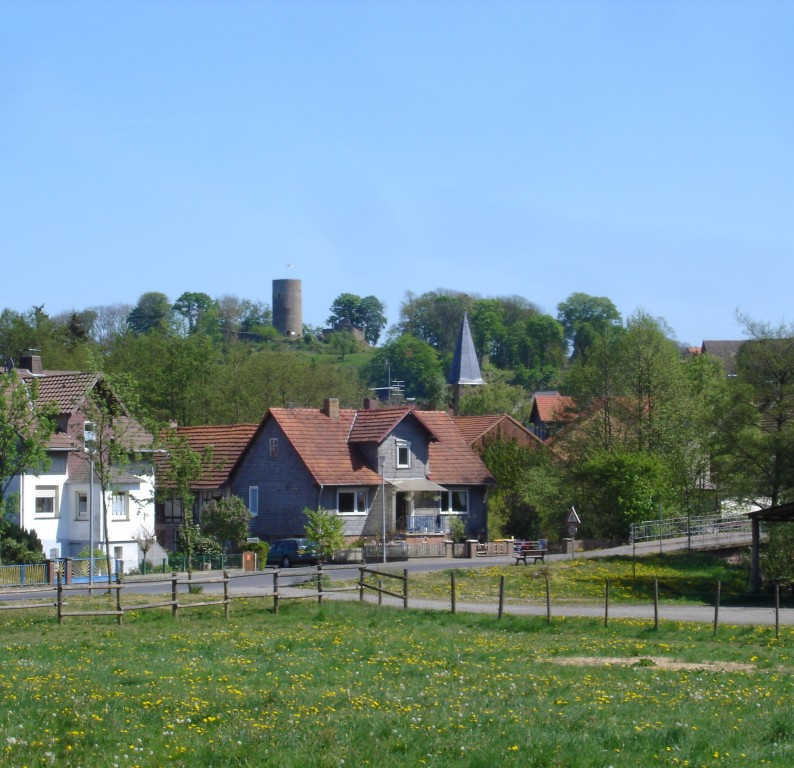
Jesberg con castello

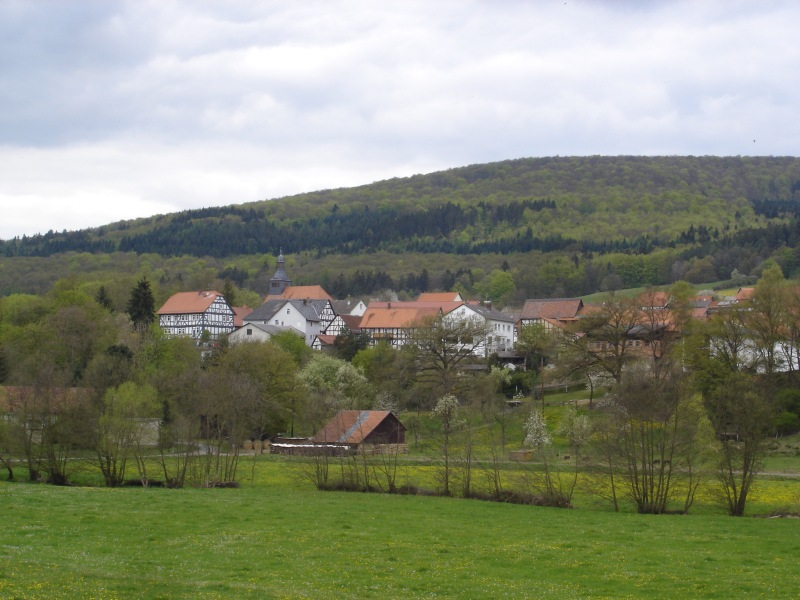
Densberg
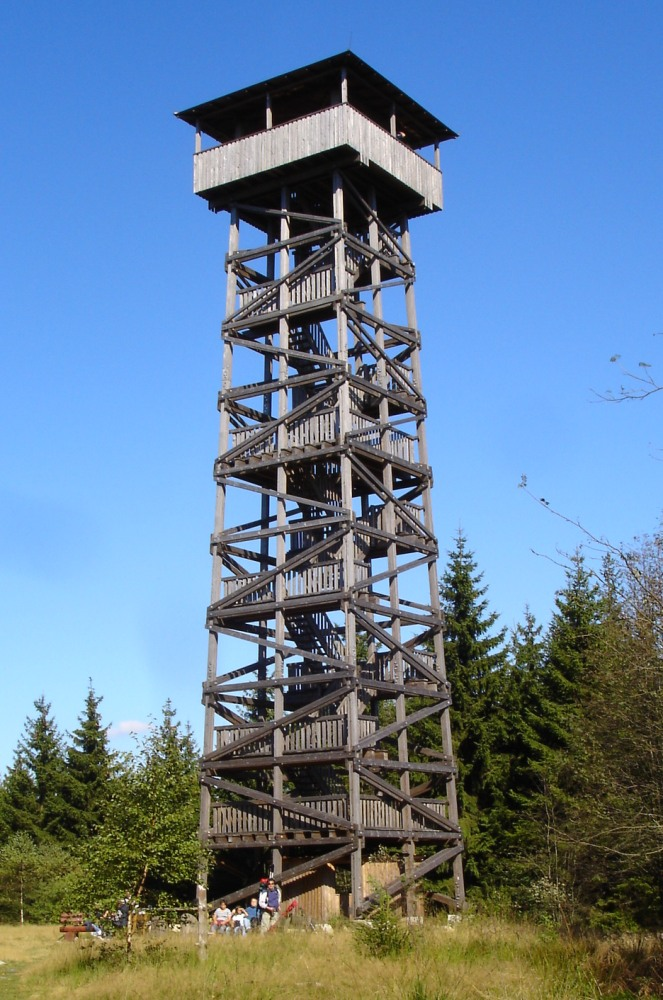
Kellerwaldturm (mirador, 675 m)